# 純明孝皇后
純明孝皇后閔氏（1872年11月20日—1904年11月5日），為大韓帝國第二任皇帝純宗嫡妻，本貫驪興閔氏。父為驪恩府院君閔台鎬，純宗生母明成皇后為其族姑母。

## 生平
閔氏生於1872年，她的生母是閔台鎬的繼室——貞敬夫人宋氏；宋氏於高宗九年十月二十日戌時（晚上7至9時）生下閔氏。閔氏9歲讀《小學》、《女則》等書，老師才說完大意，她就明瞭其中的深義，相當聰明又沈靜寡言；因家中時有外命婦出入，閔氏耳濡目染，行為舉止表現的相當得體。高宗十九年（1882年），9歲的王世子李坧與閔氏於安國洞（位於今三清洞）的別宮行嘉禮，閔氏因而成為世子嬪。
婚後不久，壬午兵變爆發，閔氏的婆母明成皇后出逃，一度不知去向，作為世子嬪的閔氏以用餐時不吃魚肉、夜間向天祝禱等方式祈求婆母平安歸來；1884年的甲申政變中，閔氏的父親閔台鎬被殺，閔氏不敢表示哀慟，因而得到大王大妃趙氏的哀憫。
在1894年的甲午更張中，朝鮮王朝脫離宗主國，不再是中國的藩屬國，成為獨立的國家，因此王室成員的稱號有所易改，閔氏也因此改稱為王太子妃。1895年乙未事變，婆母明成皇后在宮中被亂兵殺害，戰亂中閔氏曾試圖保護婆母而跌傷，因而有腰部的後遺症。幾番變故後，閔氏經常精神恍惚、號哭嗚咽。1897年大韓帝國建立後，王室成員的身分與稱號向上提升，閔氏因而改稱皇太子妃。
另一方面，閔氏與丈夫王世子李坧之間一直沒有生育，承受誕育後嗣壓力的閔氏開始有火病症候，獨自叫嚷、天天打破奩臺、硯臺等器具；閔氏的叔父閔奎鎬的養子閔泳韶便每天進獻一樣器具給她。之後，閔氏身體開始瘀血浮腫，醫官誤診以為這是懷孕徵兆；一直到她去世當年的春天，都還有她的丈夫已恢復生育能力的傳聞。
高宗四十一年（1904年）11月5日，皇太子妃閔氏於慶運宮康泰室先於丈夫病逝，享年31歲，終生未有生育。同年11月22日，定閔氏諡號為「純明」：中正精粹曰「純」、照臨四方曰「明」；園號裕康、殿號懿孝。王世子李坧登基為大韓帝國第二任皇帝後，於隆熙元年（1907年）八月，追封嫡妻閔氏為皇后。
朝鮮日治時期，朝鮮純宗遜位成為昌德宮李王並在1926年過世；三年國喪後，閔氏以純宗元配的身分，在昭和三年（1928年）7月6日和丈夫的神主同袝宗廟，畫像奉安於璇源殿。

## 家族
| 稱呼     | 姓名     | 生卒       | 職位/身份        | 備註                                     |
| -------- | -------- | ---------- | ---------------- | ---------------------------------------- |
| 父       | 閔台鎬   | 1834－1884 | 驪恩府院君       |                                          |
| 前母     | 坡平尹氏 | 1833－1865 | 坡城府夫人       | 府使尹稷儀之女                           |
| 異母兄   | 閔泳翊   | 1860－1914 |                  | 過繼給閔升鎬為嗣                         |
| 嫂嫂     | 光山金氏 | 1862－1920 | 貞敬夫人         | 金永哲之女，与閔泳翊無親生子女           |
| 姪兒     | 閔庭植   | 1897－1951 |                  | 生母為中國妾室                           |
| 姪媳婦   | 全州李氏 | 1901－？   |                  |                                          |
| 姪媳婦   | 史氏     |            |                  |                                          |
| 姪媳婦   | 安東金氏 | 1905－？   |                  |                                          |
| 姪孫     | 閔丙海   | 1925－？   |                  | 閔庭植之子，1945年8月失蹤                |
| 姪孫     | 閔丙湖   | 1926－     |                  | 閔庭植之子，娶江陵劉氏（1933－）         |
| 姪孫女   | 閔丙愛   | 1935－     |                  | 閔庭植之女，高錫俊（濟州高氏）夫人       |
| 姪孫女   | 骊兴闵氏 |            |                  | 閔庭植之女，洪基賢（南陽洪氏）夫人       |
| 姪孫女   | 骊兴闵氏 |            |                  | 閔庭植之女，金光一（光山金氏）夫人       |
| 母       | 鎮川宋氏 | 1849－1882 | 鎮陽府夫人       | 荫牧使宋在莘之女                         |
| 養弟     | 閔泳璘   | 1873－1932 | 伯爵（後被褫奪） | 過繼給閔台鎬為嗣，族叔閔述鎬第三子       |
| 弟媳     | 龍仁李氏 | 1876－1935 | 貞夫人           | 李源麟之女，与閔泳璘有一子（閔孝植）二女 |
| 姪孫女婿 | 金乙漢   | 1905－1992 | 韓國記者         | 閔泳璘之女婿                             |
| 繼母     | 宜寧南氏 | 1859－1942 | 宜昌府夫人       | 南命熙之女                               |